# چاه کشمیر
چاه کشمیر روستایی در دهستان پسکوه بخش سده شهرستان قائنات استان خراسان جنوبی ایران است. بر پایه سرشماری عمومی نفوس و مسکن در سال ۱۳۹۰ جمعیت این روستا ۵۲ نفر (در ۱۴ خانوار) بوده‌است.